# Hazrat Ishaan
Sayyid ul Sadaat Khwaja Sayyid Mir Khawand Mahmud ibn Sharifuddin Gilani-Naqshbandi Al-Hasani wal Husseini, conhecido como Hazrat Ishão (1563 - 5 de novembro de 1642) foi um influente Principe e Santo islâmico de Bukhara, Uzbequistão.

## Ancestral
Hazrat Ishaan era um Sayyid, significando sua descendência direta do profeta islâmico Muhammad (neste caso através de sua filha Fatima al Zahra e seu genro e primo  Ali ibn Abu Talib).

### Descendência paterna
Duas linhagens paternas Sayyid dele são atualmente conhecidas. De uma linha, ele é descendente direto do sétimo  Imam Musa alcazim, através de seu filho Ibrahim al Murtadha e do conhecido mestre sufi Khwaja Sayyid Mir Alauddin Atar. Sayyid Alauddin Atar foi o sucessor e genro de Hazrat Bahauddin Naqshband. Portanto, Hazrat Ishaan também é descendente de Hazrat Bahauddin Naqshband, que era descendente do décimo primeiro  Imam Hacan Alascari , através de seu filho Sayyid Ali Akbar também como Sayyid Abdulcader Guilani através de sua avó. Hazrat Ishaan Saheb também é conhecido por ter uma relação de familiaridade com o santo sufi Farid ul-din Attar e Khwaja Ubaidullah Ahrar. Khwaja Ahrar foi seu ancestral, o que também indica descendência de Hazrat Ishaan de Califa Umar ibn Al Khattab

### Descendência materna
De sua linha materna, Hazrat Ishaan é descendente de Hashimi de duas linhagens. Uma linha está ligada ao Imam Hucein através de seu avô materno Mirak ibn Zayn ul Abideen. Outra linha está ligada a Imam Muhammad Ibn al Hanafiyyah.

## Biografia

### Família
Hazrat Ishaan era o segundo filho de Khwaja Sayyid Mir Sharif Naqshbandi. Seu irmão mais velho era Khwaja Khawand Muhammad Naqshbandi, conhecido como Khwaja Khawand Aftab, que também era santo. Hazrat Ishaan gerou 5 filhas e 6 filhos, todos considerados santos.

#### Linhagem
Hazrat Ishaan era descendente do profeta islâmico Muhammad.

### Jornada Espiritual
Hazrat Ishaan foi influenciado pelos ensinamentos de seus ancestrais e, portanto, foi discípulo de seu pai. Hazat Ishaan recebeu permissão de seu pai para estudar em um colégio real e se tornou um estudioso talentoso. Aos 23 anos, Hazrat Ishaan recebeu uma carta para visitar seu pai e acompanhá-lo em seus últimos dias. Após a morte de seu pai, ele terminou os estudos e se concentrou na busca mística. Nisto ele partiu primeiro para Wakhsh, onde ele se tornou Shaykh ul Islam, desempenhando suas funções lá. Enquanto estava em Wakhsh, ele conheceu Khwaja Hajji. Eles se encontraram pela segunda vez em Balkh, onde Khwaja Hajji o apresentou ao seu futuro mestre Khwaja Ishaq Dahbidi e se tornou seu discípulo. Ele o encontrou pela segunda vez em Bokhara e se tornou seu discípulo. Após doze anos de treinamento espiritual, Hazrat Ishaão alcançou o nível de Shaykh em Tasawuff no ano de 1598. Khwaja Ishaq Wali o acolheu em seu círculo como o imperador de todos os Awliya Allah. Por ordem de Khwaja Ishaq Wali Hazrat Ishaan foi para Lahore para propagar o caminho Ishaqqiya. Em vez disso, ele foi para Srinagar na Caxemira. Em Srinagar ele atraiu muitas pessoas, que mais tarde o seguiram. A fama de sua piedade alcançou muitas áreas da Ásia Central. Centenas de milhares de discípulos em Khorasan, no atual Afeganistão, especialmente nas cidades de Kandahar, Cabul e Herat, o seguiram. Ele enviou discípulos por toda a Ásia Central, sob os quais 2 foram enviados para o Tibete. Ao contrário de outros Mestres Naqshbandi, ele atraiu muitas pessoas, que não eram apenas patrocínios oficiais.

### Carreira principesca
Hazrat Khwaja Khawand Mahmud foi convidado pelo Imperador Moghul Jahangir para ir à sua corte em Agra. Indo para lá diversas vezes, ele conseguiu criar conexões firmes com a corte, pois Jahangir era seu discípulo. Jahangir acreditava firmemente nele, sendo ensinado por seu pai Akbar que ele nasceu através das orações de Hazrat Ishaan, quando Akbar desejava desesperadamente ter um filho. Enredando-se na luta contra a comunidade xiita lá, imperador mogol Shah Jahan evacuou-o no ano de 1636 para Delhi. Hazrat Ishaan passou seus últimos seis anos em Lahore, onde Shah Jahan construiu um palácio para ele, que mais tarde se tornou seu mausoléu.

## Sucessão
Hazrat Ishaan foi sucedido por seu filho Moinuddin Naqshband na Caxemira. Seu filho mais novo, Bahauddin, sucedeu a seu pai em Lahore ainda muito jovem. Sua linha espiritual morreu no final do século XVIII. Hazrat Ishaan afirmou que um de seus descendentes virá para reviver sua linhagem e tomar seu lugar como Ghawth. Foi descoberto que Hazrat Sayyid Mir Jan é esta pessoa, que é seu sucessor no caminho Uwaisiyyah.

## Classificação espiritual
Hazrat Ishaan foi Qutb o Wali Allah (santo) de maior classificação de seu tempo. No Sufismo, o Qutb é conhecido como o líder cósmico de todo o universo e sucessor justo de Maomé. Diz-se que Hazrat Ishão afirmou que sob sua descendência virá um filho dele, que reviverá a linhagem espiritual e o legado de Hazrat Ishaan e que tomará seu lugar como Qutb depois dele. É aceito que o sucessor milagroso e profetizado foi Sayyid ul Sadaat Hazrat Sayyid Mir Jan.

## Descendentes
Descendentes notáveis de Mahmud incluem:
- Sayyid Mir Jan (1800-1901)
- Sayyid Mahmud Agha (falecido em 1850-1882)
- Sayyid Mir Fazlullah Agha (1850-1930)

Como sua família se casou com:
- a Dinastia Imperial Mughal (1526-1857)
- e a Dinastia Barakzai (1823-1978)

seus descendentes são, por cortesia, tratados com o título Príncipe hoje.